# 红灯猪笼草
红灯猪笼草（学名：Nepenthes 'Rebecca Soper'），又称蕾贝卡猪笼草，是一个猪笼草属的人工杂交种。被认为属于岔刺猪笼草（N. ramispina）和葫芦猪笼草（N. ventricosa）的杂交品种。它名称来源于其育种者Matthew Soper的女儿。

## 形态
红灯猪笼草为攀缘藤本植物。叶片呈狭窄披针形，无叶柄，叶背深红色，在光照充足的情况下叶片色泽变为墨绿色到深红色或栗色，新生叶片鲜红色。
成熟下位笼外表面胭脂红色至紫色，内表面浅色，几乎无花纹。唇为深酒红色至红色，幼笼笼唇狭窄，呈黄绿色至红色。基部膨大但不呈卵形。笼蔓尾通常分叉。
上位笼漏斗形，绿色，笼身、笼盖与笼唇多数带有不均匀的浅橙色斑块，笼唇绿色或红色。中位笼介于上下位捕虫笼之间，具紫色和黄绿色不均匀色斑。

## 历史
这款杂交猪笼草最早由英国汉普郡食虫植物苗圃的老板Matthew Soper培育，在荷兰大规模生产后在世界范围内广泛流通。
该猪笼草最初被标记为瘦小猪笼草（N. gracillima）与葫芦猪笼草（N. ventricosa）的杂交品种。Matthew Soper指出，作为母本的瘦小猪笼草来自金马伦高原。然而，随着物种分类的细化，许多原先置于瘦小猪笼草名下的类群都被描述为独立物种，经过重新定义的瘦小猪笼草目前仅发现于大汉山的高地斜坡，这也推翻了瘦小猪笼草作为红灯猪笼草母本的可能性。
在红灯猪笼草进入市场之后，曾被划归瘦小猪笼草的岔刺猪笼草已被重新描述，又且其形态特征更接近红灯猪笼草。如今，主流观点认为红灯猪笼草是岔刺猪笼草与葫芦猪笼草的杂交产物。培育者Matthew Soper后来也在Facebook上承认了这一点。然而，金马伦高原并无岔刺猪笼草的自然分布，有人因此提出，红灯猪笼草的真正母本兴许是血红猪笼草。

## 栽培方法
红灯猪笼草栽培相对容易，尽管作为一种高地猪笼草的杂交品种，它更倾向于昼夜温差较大的凉爽气候。然而，它对温度和空气湿度的适应性极强，拥有着猪笼草中极强的耐干冷能力，对炎热天气的抵抗力也不逊色。这种广泛的适应能力使其受到了栽培者的欢迎，即便在气候条件对于猪笼草而言不尽理想的地区也能做到全年野放，并茁壮生长。该植物偏好半荫蔽的生长环境，但在全日照下也能生长。

## 相关物种

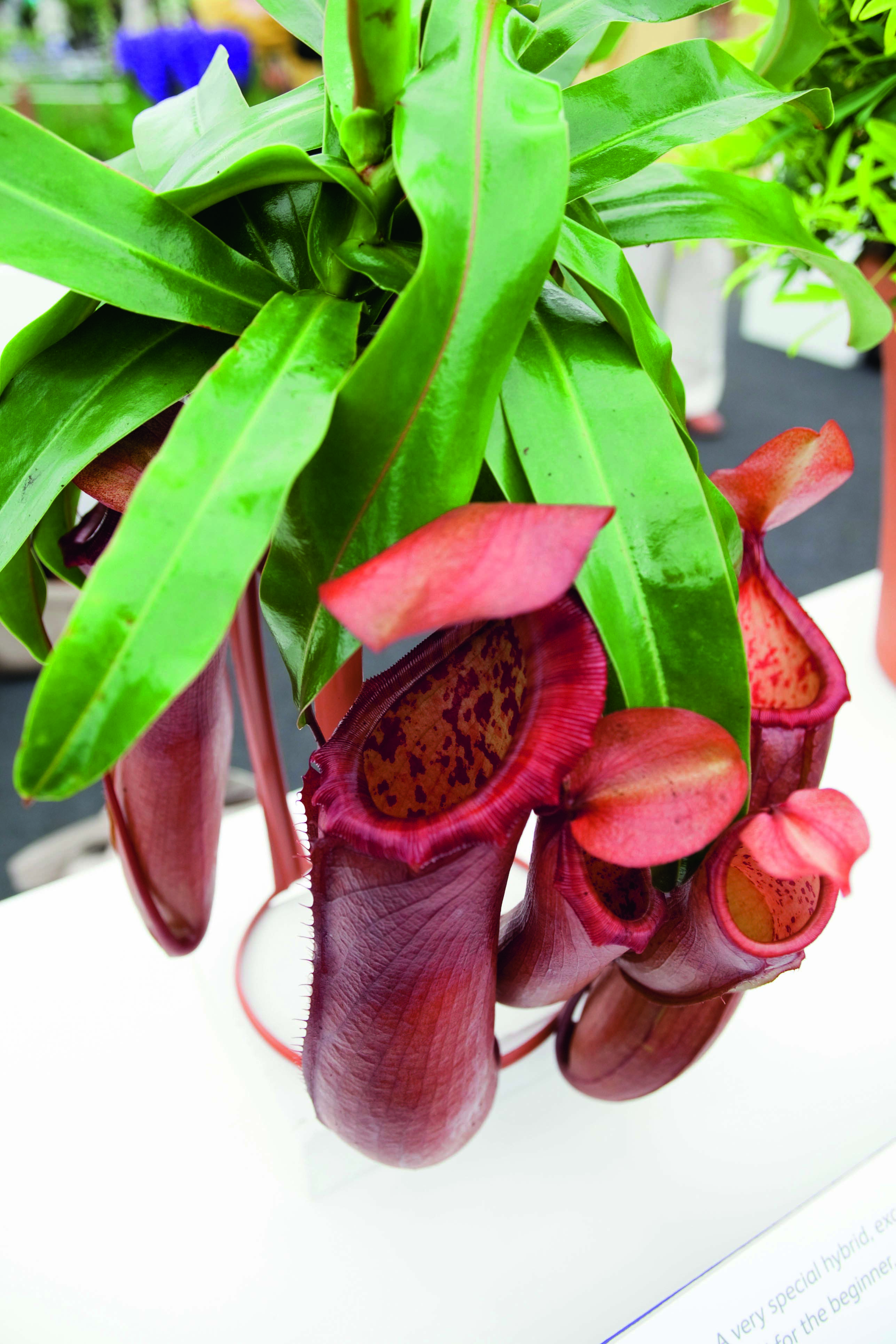
“琳达”猪笼草的成熟下位笼

“琳达”猪笼草（N. × 'Linda'）是使用红灯猪笼草作为母本，以葫芦猪笼草的红色个体作为父本产生的杂交品种，由荷兰的食虫植物栽培者Toon Kuipers培育。相比于红灯猪笼草，“琳达”猪笼草的叶片与捕虫笼色泽更浅，且笼体具有不规则斑点。它的名字同样来自于Matthew Soper的女儿。
路易莎猪笼草（N. × 'Louisa'），又称绿精灵猪笼草，是刚毛猪笼草与红灯猪笼草的杂交种，该品种与红灯猪笼草一样被广泛栽培，它也继承了岔刺猪笼草笼蔓尾分叉的特征。